# Psychotria montisstellaris
Psychotria montisstellaris är en måreväxtart som först beskrevs av Pieter van Royen, och fick sitt nu gällande namn av Aaron Paul Davis och Markus Ruhsam. Psychotria montisstellaris ingår i släktet Psychotria och familjen måreväxter. Inga underarter finns listade i Catalogue of Life.